# Музеї Кропивницького

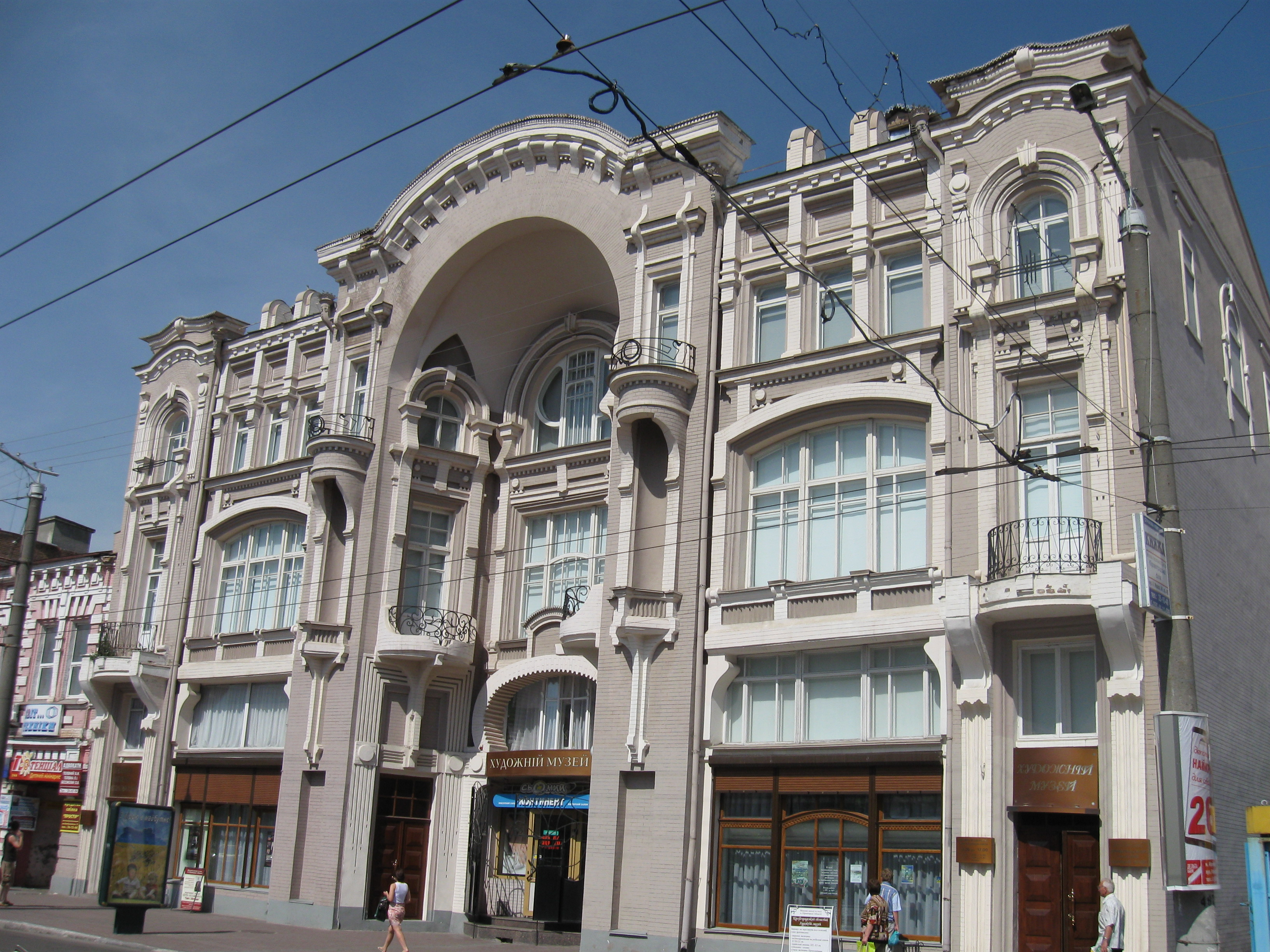
Кіровоградський обласний художній музей (кол. Пасаж, 1887)

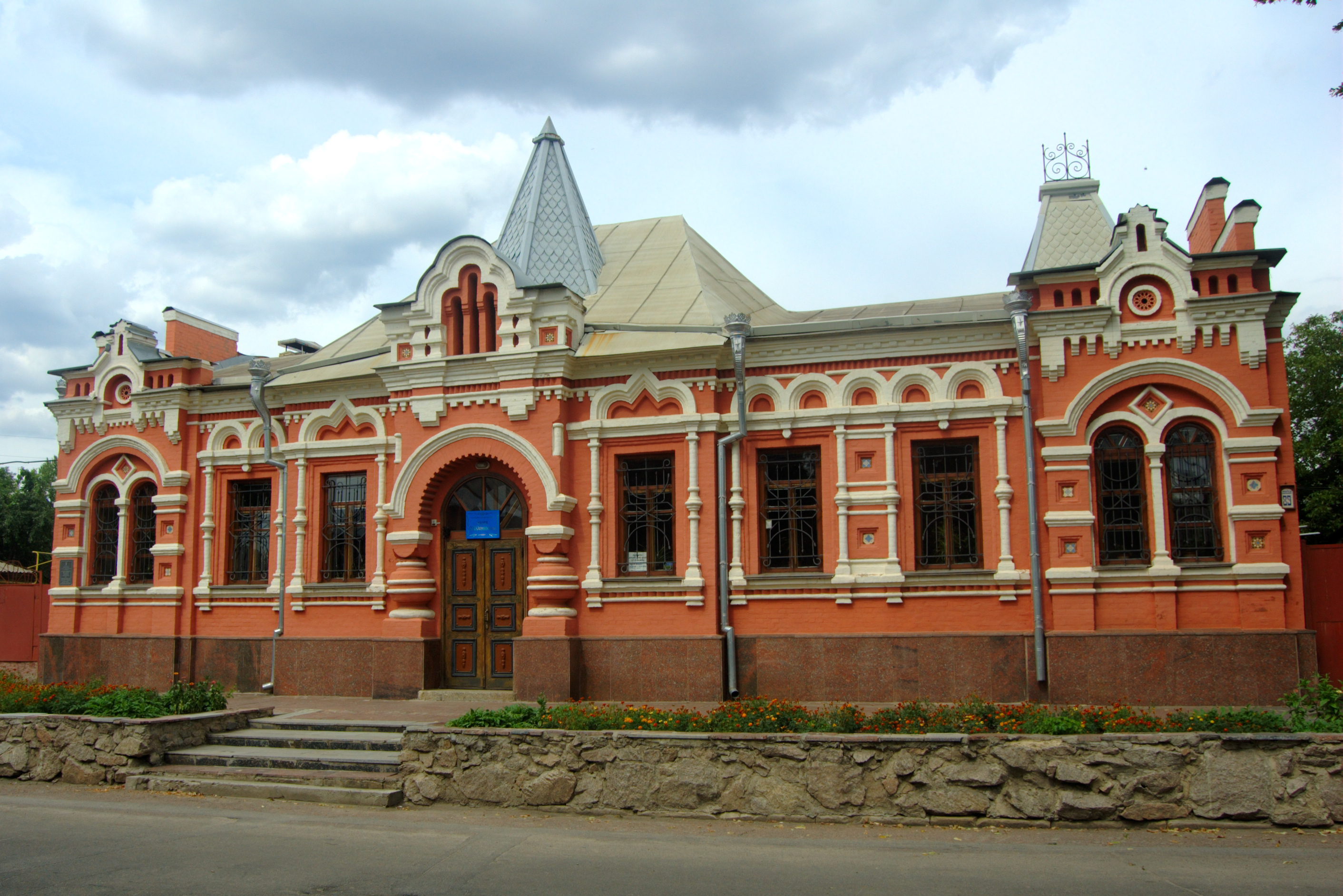
Меморіальний музей Осмьоркіна

У Кропивницькому (та його околицях) 12 державних і комунальних музейних закладів:
- обласний краєзнавчий музей;
- на правах відділів краєзнавчого музею:
  - заповідник-музей «Хутір Надія»;
  - меморіальний музей М. Л. Кропивницького;
  - музей історії українського хореографічного мистецтва;
- обласний художній музей;
- художньо-меморіальний музей Олександра Осмьоркіна;
- музей Генріха Нейгауза;
- літературно-меморіальний музей Івана Карпенка-Карого;
- музей музичної культури імені Кароля Шимановського;
- народний меморіальний музей Юлія Мейтуса;
- народний «Музей визволення Кіровоградщини»[1]
- історичний музей «Євреї Єлисаветграда».

Кропивницький є чи не єдиним обласним центром країни, де всі міські музеї без винятку мають власні інтернет-сторінки.
Крім фінансованих з міського бюджету, є низка цікавих відомчих музеїв, деякі з яких відкриті для загального огляду, — серед них Музей історії заводу «Червона зірка» та Музей Кіровоградської обласної лікарні. Велике й цінне зібрання стародруків зберігається у відділі краєзнавства та рідкісної книги обласної універсальної бібліотеки ім. Д.I. Чижевського.

## Д
- Заповідник-музей «Хутір Надія» (відділ краєзнавчого музею)

## І
- Історичний музей «Євреї Єлисаветграда».

## К
- Державний музей музичної культури ім. К. Шимановського

## Л
- Літературно-меморіальний музей Івана Карпенка-Карого

## М
- Меморіальний музей М. Л. Кропивницького (відділ краєзнавчого музею)
- художньо-меморіальний музей Олександра Осмьоркіна
- Музей «Фолк»
- Музей Генріха Нейгауза
- Музей історії українського хореографічного мистецтва (відділ краєзнавчого музею)
- Музей музичної культури імені Кароля Шимановського

## Н
- Народний меморіальний музей Юлія Мейтуса

## О
- Обласний краєзнавчий музей
- Обласний художній музей

## П
- Пожежний музей